# Рачкув
Рачкув (пол. Raczków) — село в Польщі, у гміні Варта Серадзького повіту Лодзинського воєводства.
Населення — 225 осіб (2011).
У 1975-1998 роках село належало до Серадзького воєводства.

## Демографія
Демографічна структура станом на 31 березня 2011 року:
|          | Загалом | Допрацездатний вік | Працездатний вік | Постпрацездатний вік |
| -------- | ------- | ------------------ | ---------------- | -------------------- |
| Чоловіки | 105     | 29                 | 66               | 10                   |
| Жінки    | 120     | 26                 | 63               | 31                   |
| Разом    | 225     | 55                 | 129              | 41                   |